# TJR (musicista)
Thomas Joseph Rozdilsky (Danbury, 15 marzo 1983) è un cantante, produttore discografico e disc jockey statunitense.

## Background
È nato il 15 marzo 1983 a Danbury, Connecticut. Indeciso tra la carriera sportiva (golf) e quella musicale, ha deciso di diventare un DJ nel 2004 dopo essere stato a molti concerti di musica acid-house. Ha costruito un formidabile catalogo di singoli originali e remix dalla sua apparizione sulle scene internazionali nel 2008.  Egli è conosciuto per le canzoni What’s Up Suckaz, Bounce Generation, assieme al duo italiano Vinai, e la sua hit più famosa Ode To Oi. Trasferendosi dal Connecticut a Los Angeles, è riuscito ad aumentare in modo costante le sue abilità. Il duro lavoro lo ha ripagato ed ha riscosso successo a Los Angeles e San Diego, dando avvio in queste città a numerose feste e serate.

## Discografia

### EP
- 2020: Shake That

### Singoli
- 2005: Time Bomb
- 2005: Introducing The Acid OG´s (con Terry Mulan and Kevin Ford)
- 2005: Old Skool
- 2005: The Language of Acid!
- 2006: System On Blast
- 2007: Natural Causes
- 2007: Catalyst Sampler 4.0
- 2008: Bass Is The Place
- 2009: Eat, Breathe, Sleep
- 2009: Trick Baby (con Hot Mouth)
- 2009: Move This World
- 2010: All I Need
- 2011: Juke It (feat. DJ Gant-Man)
- 2012: Eat God See Acid
- 2012: Feel It
- 2012: Funky Vodka
- 2012: Higher 2.0
- 2012: Face Melt (feat. Whiskey Pete)
- 2012: Same Old Fool
- 2012: Jacked Up Funk (feat. DJ Dan)
- 2012: Don't Stop The Party (con Pitbull)
- 2012: Ode to Oi
- 2013: Don't Hertz Me (feat. Deth Hertz)
- 2013: What's Up Suckaz
- 2014: Come Back Down (feat. Benji Madden)
- 2014: Bounce Generation (con VINAI)
- 2014: What's That Spell (con Dillon Francis)
- 2014: Ass Hypnotized (feat. Dances With White Girls)
- 2015: Buckle Up
- 2015: Mic Check (feat. GTA)
- 2015: How Ya Feelin
- 2015: Turn The Bass Up
- 2015: Angry Duck
- 2015: Polluted (feat. Dirt Nasty)
- 2016: We Wanna Party (feat. Savage)
- 2016: Fuck Me Up (feat. Cardi B)
- 2016: Freaks
- 2017: Rollin' (con Joel Fletcher)
- 2017: Time To Jack
- 2017: Higher State (con Chris Bushnell)
- 2020: Shake That

### Remix
2007
- Paul Birken - I'm in the Pocket (TJR Mix)
- Johnny Fiasco - Love Is The Message (TJR Remix)
- Hustle & Flow - Don't Mess With Us (TJR Remix)

2008
- CyberSutra - Dope - (TJR's I Hate My Day Job Remix)
- Scratche - Electric Dyslexic (TJR Remix)
- DJ Dan & Donald Glaude - Stick Em (TJR Remix)
- DJ Kue - 40's & Hoes (TJR Remix)
- Chris Anderson - Overdose (TJR Remix)

2009
- Aniki & Bling Fingah - Cut The Mix (Hot Mouth & TJR Remix)
- Armand van Helden - Boogie Monster (TJR Remix)
- Cold Blank - Breakdown (TJR Remix)
- Robb G - Chasing Trouble (TJR Remix)
- Paul Anthony & ZXX - Let Me Bang (Hot Mouth & TJR Remix)

2010
- Lonely Hearts Club - Apocalypse (TJR Remix)
- LA Riots - The Drop (TJR Remix)

2011
- Viro & Rob Analyze feat. Whiskey Pete - Limelight (TJR's Let's Ride Vocalized Remix)
- Mightyfools - World Tour (TJR Remix)
- Surecut Kids & Cheasleauen - Drunk In This (TJR Vox Remix)
- TJR - Booty Move (TJR Remake)
- TJR feat. DJ Gant-Man - Juke It (TJR For The Heads Remix)
- WhiteNoize - The Underground (TJR Remix)
- Chris Lake & Nightriders - NYC (TJR's Moar Cowbell Remix)
- Diamond Lights - Have My Way (TJR Remix)
- Chuckie & Gregor Salto - What Happens In Vegas (TJR Remix)
- Too Fresh & Marvell - Hotel Party (TJR Remix)

2012
- Warehouse feat. Amy B - You & Me Tonight (TJR Remix)
- Chris Arnott feat. Daddy Long Legs - Let Go (TJR Remix)
- Danny T feat. Oh Snap - Delicious (TJR Remix)
- Diamond Lights & Talisha Karrer - Good Love (TJR Remix)
- Crookers - Massive (TJR & Anthony Wolf Remix)
- TJR feat. Whiskey Pete - Face Melt (TJR Remix)
- Robbie Rivera feat. Wynter Gordon - In The Morning (TJR Remix)

2013
- Will Sparks - Ah Yeah! (TJR Edit)

2014
- Jason Derulo feat. 2 Chainz - Talk Dirty (TJR Remix)
- Elliphant feat. Skrillex - Only Getting Younger (TJR Remix)
- Jack Ü feat. Kiesza - Take U There (TJR Remix)

2015
- Crookers feat. Jeremih - I Just Can't (TJR Remix)
- TJR feat. Dances With White Girls - Ass Hypnotized (TJR Booty Remix)
- Wale - Girls On Drugs (TJR Remix)

2016
- DJ Snake - Propaganda (TJR & Nom De Strip Remix)
- Major Lazer - Too Original (TJR Remix)